# Newlat GmbH
Die Newlat GmbH (vormals Birkel Teigwaren GmbH) ist der ehemals größte Nudelhersteller in Deutschland. Der Sitz des Unternehmens sowie die Produktion sind in Mannheim angesiedelt. Der Marktanteil am deutschen Nudelmarkt lag bei 18 %. Im Jahr 2011 lag die verkaufte Menge nur noch bei ca. 55.000 t, da man sich im Wesentlichen auf das Markengeschäft konzentriert hat. Birkel ist heute Bestandteil der italienischen Newlat Group.

## Geschichte
1874 gründete Balthasar Stephan Birkel einen Mühlen- und Produkthandel in Schorndorf. 1896 erfolgte dort die Grundsteinlegung zur ersten Nudelfabrik. Die ersten Nudeln wurden 1902 unter dem Markennamen Victoria auf den Markt gebracht. Ab 1906 firmierte das Unternehmen unter Schwaben-Nudel-Werke B. Birkel Söhne. Nach dem Kauf der Remsmühle in Endersbach wurde 1909 die Produktion dorthin verlegt. 1950 wurde die Produktion auf Vollautomatisierung umgestellt. Ab 1977 erweiterte Birkel sein Angebot um Paniermehl, Soßen und Fertiggerichte. 1980 übernahm Birkel die TAG Nahrungsmittel GmbH in Mannheim.
Unter anderem der Flüssigei-Skandal Mitte der 1980er Jahre führte zu einer Krise bei deutschen Nudelherstellern. Die Öffentlichkeit wurde vom Stuttgarter Regierungspräsidium unter Regierungspräsident Manfred Bulling über die mutmaßliche Verwendung bebrüteter, befruchteter, und mikrobiell verseuchter Eiprodukte (Flüssigei) in Nudeln informiert. Bei Birkel traf dies – so jedenfalls die damalige Ansicht – nicht zu. Klaus Birkel († 14. Mai 2018), das letzte Mitglied der Gründerfamilie in der Unternehmensführung, einigte sich 1991 mit der Landesregierung auf einen Vergleich und erhielt eine Schadensersatzzahlung in Millionenhöhe. Der Umsatzeinbruch jedoch war immens, und die Danone-Gruppe übernahm Birkel.
Nach späteren Pressemeldungen sollen tatsächlich mikrobielle Verunreinigungen vorgelegen haben, die durch das Zusammenwirken von Unternehmen, einem beteiligten Gutachter und der Landesregierung verschleiert wurden. Aus Unterlagen, die dem Stern vorlagen, ergaben sich Hinweise darauf, dass in Birkel-Produkten tatsächlich befruchtete und bebrütete Eier sowie Schmutzeier und auch Schlachtabfälle hätten sein können. Das heutige Unternehmen wurde 1999 durch einen Management-Buy-out (MBO) wieder selbständig. Drei Mitarbeiter erwarben Firma und Marke Birkel mit finanzieller Unterstützung einer Beteiligungsgesellschaft deutscher Banken.
2000 fusionierte Birkel mit dem Weinheimer Unternehmen 3 Glocken. 2001 wurde die ostdeutsche Möwe Teigwarenwerk GmbH übernommen. 2007 kaufte der spanische Konzern Ebro Foods (Puleva) Birkel für 30 Millionen Euro. Die Produktion in Waren an der Müritz sollte 2011 geschlossen werden, durch eine MBO-Übernahme ab 1. Juli 2011 wurde dieses verhindert. 2012 wurde der Sitz der Firma Birkel nach Hamburg verlegt.
Die Newlat Group, ein italienischer Hersteller von Pasta, Backwaren sowie Molkereiprodukten, erwarb zum 1. Januar 2014 die deutschen Nudelmarken Birkel und 3 Glocken von Ebro Foods. Im Zuge der Übernahme wurde das Unternehmen in Newlat GmbH umfirmiert und der Firmensitz in Mannheim angesiedelt.

## Weiteres

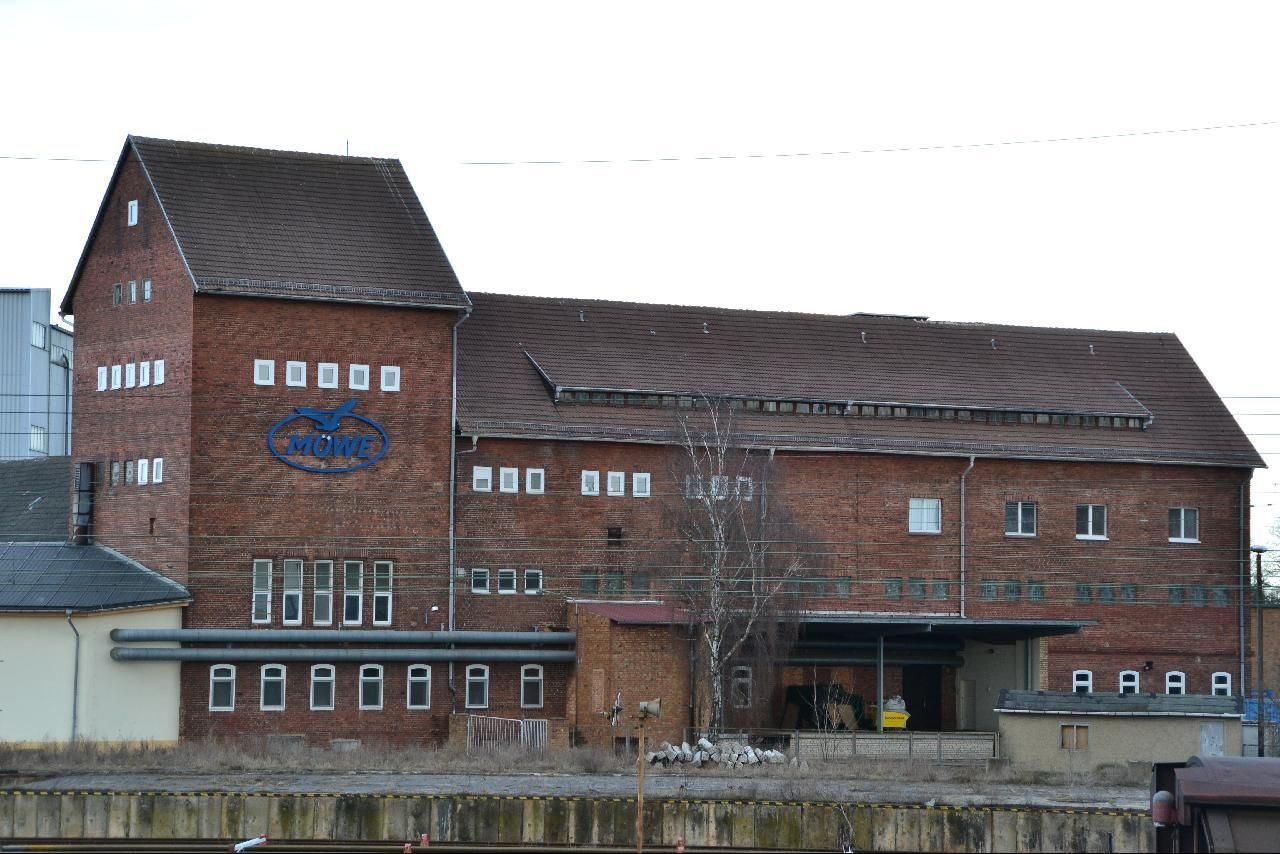
Ehemaliger Produktionsstandort in Waren (seit 2011 wieder Möwe Teigwarenwerk GmbH)

- Ab Ende der 1950er Jahre wurden den Packungen für Nudeln Sammelbilder beigefügt, Vorlage für dieses Werbemittel waren die Liebigbilder. Titel waren zum Beispiel Branko – Eine Erzählung aus der Vorzeit des Menschen (1962), Was weißt du von der Welt? (1966), Auf Piratenjagd (1964), Was wächst und blüht? (1965) und Die Welt von Morgen (1959–1962).
- Die drei großen B, Barilla S.p.A. (italienischer Konzern), Birkel und die Nudel-Sparte von Buitoni (beide Newlat Group, italienischer Konzern), beherrschen 25 % des Nudelmarktes in Deutschland.[13]